# محمد یوسف (دونده)
محمد یوسف (انگلیسی: Muhammad Youssef؛ زادهٔ ۱۰ ژانویهٔ ۱۹۳۸) دونده دو استقامت اهل پاکستان بود.